# Stesichora unipuncta
Stesichora unipuncta är en fjärilsart som beskrevs av Warren. Stesichora unipuncta ingår i släktet Stesichora och familjen Uraniidae. Inga underarter finns listade i Catalogue of Life.